# Инженерная разведка
Инженерная разведка — вид разведки, представляющий собой комплекс мероприятий, осуществляемых в целях добывания информации о местности и её инженерном оборудовании, о состоянии и возможностях инженерных войск противника. Элемент инженерного обеспечения.

## Содержание инженерной разведки

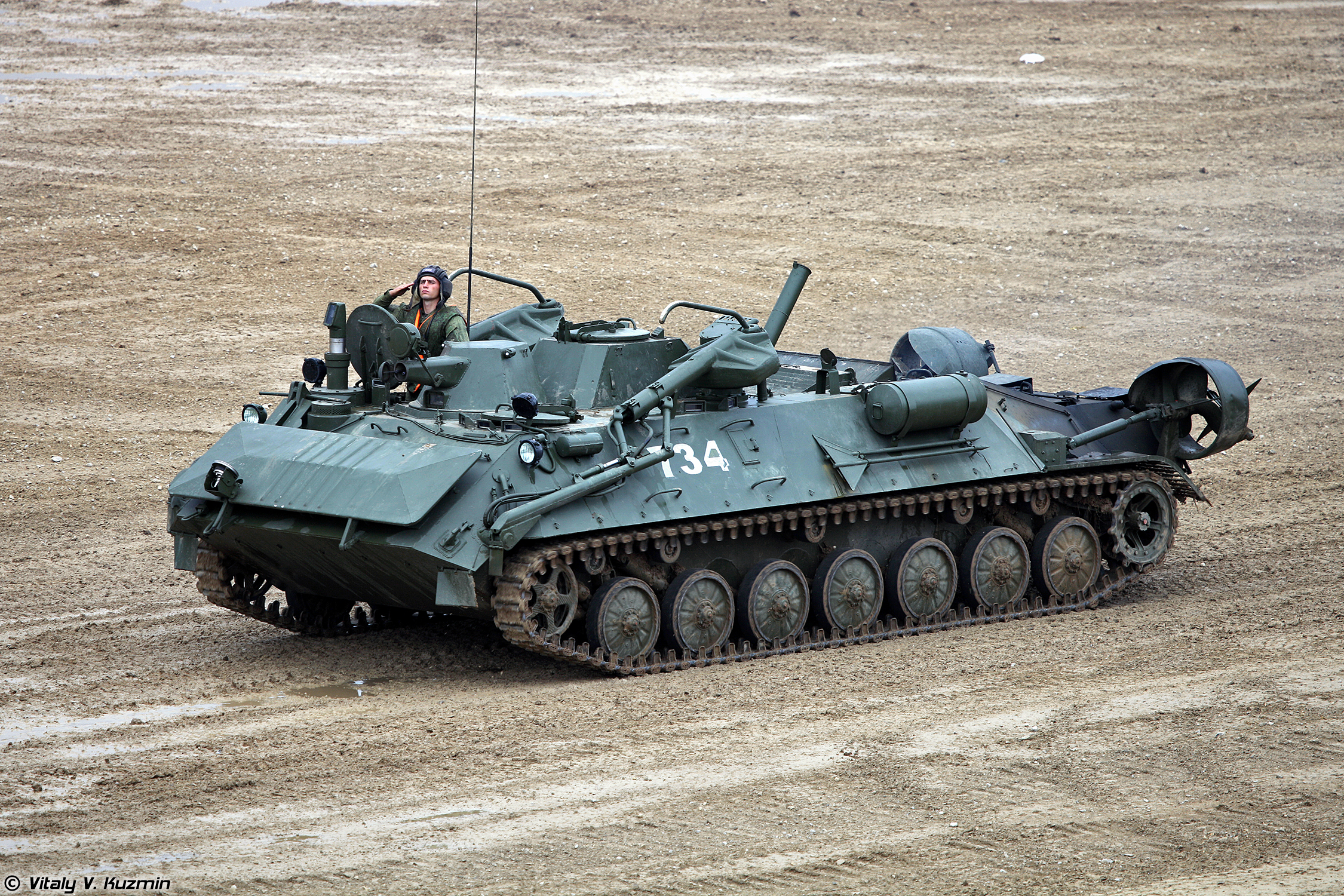
ИРМ «Жук» — советская машина инженерной разведки

Инженерная разведка выявляет сведения по следующим пунктам:
- характер и степень инженерного оборудования районов, рубежей и позиций противника;
- систему ядерно-минных и других заграждений;
- особенности рельефа и проходимость местности, её защитные и маскирующие свойства;
- состояние грунта, дорог и источников воды;
- характер водных преград и условия их форсирования или преодоления;
- расположение и характер разрушений, затоплений и других препятствий;
- возможные маршруты обхода образовавшихся препятствий на пути продвижения войск;
- наличие местных материалов, а также средств, которые можно использовать для решения задач инженерного обеспечения.

Инженерная разведка производится как подразделениями инженерных войск как самостоятельно, так и в составе разведывательных органов родов войск. 
Для осуществления инженерной разведки из состава формирований инженерных войск создаются наблюдательные посты, посты фотографировании, разведывательные группы, разведывательные дозоры. 
При ведении инженерной разведки используются штатные технические средства и такие способы разведки как наблюдение, фотографирование, поиск, засада. 
Для сбора сведений о противнике и местности применяется опрос местных жителей, допрос пленных, анализируется военно-географическое описание района боевых действий. 
Организация и планирование инженерной разведки проводится штабом объединения, соединения, части на основе решения командующего (командиpa), поставленных задач и распоряжений вышестоящего штаба и старшего инженерного начальника (начальника инженерной службы).